# 防人
防人（さきもり / ぼうじん）は、古代中国や、日本の飛鳥時代から平安時代、律令制度下で行われた軍事制度である。

温故創生乃碑(熊本県山鹿市)に見る防人

## 中国の防人
738年完成の大唐六典では「辺要置防人為鎮守」（辺地の防衛のために防人を置く）とされている。防人の数は担当地域の規模によって定められており、上鎮では500人、中鎮では300人、下鎮では300人以下、上戍は50人、中戍は30人、下戍は30人以下とされた。唐代初期には全国で上鎮が20箇所、中鎮が90箇所、下鎮が135箇所、上戍が30箇所、中戍が86箇所、下戍が235箇所との記録があり、合計すると7-8万人の兵力となる。兵士は農村から徴兵された他、犯罪者や無住者など所払いの人達も送られた。任期は3年だが、延長される事もしばしばあった。食料・武器は自弁であった。なお、開元、天宝年間（713年-756年）になると、募集された職業軍人で構成されるようになった。

## 日本古代の防人

### 制度
646年（大化2年）の大化の改新において、即位した孝徳天皇が施政方針となる改新の詔で示した制度のひとつである。663年に朝鮮半島の百済救済のために出兵した倭軍が白村江の戦いにて唐・新羅の連合軍に大敗したことを契機に、唐が攻めてくるのではないかとの憂慮から九州沿岸の防衛のため設置された。「さきもり」の読みは、古来に岬や島などを守備した「岬守」や「島守」の存在があり、これに唐の制度であった「防人」の漢字をあてたのではないかとされている。
大宝律令の軍防令（701年）、それを概ね引き継いだとされる養老律令（757年）において、京の警護にあたる兵を衛士とし、辺境防備を防人とするなど、律令により規定され運用された。中国同様、任期は3年で諸国の軍団から派遣され、任期は延長される事がよくあり、食料・武器は自弁であった。大宰府がその指揮に当たり、壱岐・対馬および筑紫の諸国に配備された。加えて、出土文字資料においては2004年に佐賀県唐津市の中原遺跡において「甲斐国□戍人」の墨跡を持つ木簡が出土しており、肥前国の九州北岸部にも配置されていたようである。
当初は遠江以東の東国から徴兵され、その間も税は免除される事はないため、農民にとっては重い負担であり、兵士の士気は低かったと考えられている。徴集された防人は、九州まで係の者が同行して連れて行かれたが、任務が終わって帰郷する際は付き添いも無く、途中で野垂れ死にする者も少なくなかった。
757年以降は九州からの徴用となった。奈良時代末期の792年に桓武天皇が健児の制を成立させて、軍団・兵士が廃止されても、国土防衛のため兵士の質よりも数を重視した朝廷は防人廃止を先送りした。実際に、8世紀の末から10世紀の初めにかけて、しばしば新羅の海賊が九州を襲った（新羅の入寇）。弘仁の入寇の後には、人員が増強されただけではなく一旦廃止されていた弩を復活して、貞観、寛平の入寇に対応した。
院政期になり北面武士・追捕使・押領使・各地の地方武士団が成立すると、質を重視する院は次第に防人の規模を縮小し、10世紀には実質的に消滅した。1019年に九州を襲った刀伊を撃退したのは、大宰権帥藤原隆家が率いた九州の武士であった。

### 規模
防人が東国から徴兵された時期、その規模は2000人程度を数えた。738年(天平十年)の「駿河国正税帳」によると、この年駿河を経て東国に帰る防人の人数は1083人で、その内訳は伊豆国22人、甲斐国39人、相模国230人、安房国23人、上総国223人、下総国270人、常陸国265人であった。他に防人を出していた遠江国、駿河国、武蔵国、上野国、下野国からも同規模の防人が出されていたと推測すると、さらに1000人程度が加算され、合計すると2083人となる。この防人の規模は同年の「周防国正税帳」によっても裏付けられる、防人は3班に分かれて帰郷しており、中班953人、後班124人が記録に残っている。前班の人数は残っていないが、費やした食糧より1000人程度が算出され、合計すると2077人となる。

### 生活
糸を作る道具である紡錘車に文字を刻んだ刻書紡錘車は、8世紀から9世紀の関東地方に特有のものだが、佐賀県小城市の丁永遺跡、鳥栖市の門戸口遺跡、長崎県大村市の竹松遺跡で飛び地的に見つかった。防人に関係するという確証はないが、可能性はある。「戍人」木簡により防人の存在が確定的な佐賀県の中原遺跡からは、相模国（現在の神奈川県）に特徴的な相模型坏が出土した。

### 防人歌
奈良時代に成立した『万葉集』には防人のために徴用された兵や、その家族が詠んだ歌が100首以上収録されており、防人歌と総称される。関東地方など東国の言葉が使われている事も多く、東歌ともに古代の生活様相を伝えている。

## 現代の防人
古代の防人が九州沿岸の国防に従事していたことから、転じて、常に危険と隣り合わせで地域社会の安全を守る職務に従事する自衛官・警察官・消防官（消防団員）・海上保安官などを、比喩的に防人（さきもり）と呼ぶことがある。（現代の防人、地域の防人など）